# Sarkcsillag
A Sarkcsillag (α Ursae Minoris, Polaris) a Kis Medve csillagkép legfényesebb csillaga. Azért nevezzük Sarkcsillagnak, mert az északi égi pólus közelében helyezkedik el. A Sarkcsillag Magyarországról nézve cirkumpoláris, azaz sosem nyugszik le. Sárgásfehér színű óriás, mintegy 431 fényév távolságra van a Földtől. Tömege a Napénak hatszorosa.
δ Cephei-típusú változócsillag, a fényessége négynapos periódussal, szabad szemmel nem észlelhetően, 2,0m-2,2m között ingadozik (átlagosan: 2,02).
A 2 magnitúdós, fényes csillag valójában hármas rendszer, amelynek felbontásához már távcsövekre van szükség. A szabad szemmel is látszó, legfényesebb komponens cefeida, pulzáló változócsillag. Két kisebb társa van: az 1,4 naptömegnyi α UMi B és a Napnál 1,26-szor nagyobb tömegű α UMi Ab.
A Sarkcsillag két kísérője közül a fényesebb, a Polaris B már évszázadok óta ismert. Elsőként William Herschel észlelte 1780-ban, és 18 ívmásodperces távolságával már kisebb műszerekkel is észlelhető. Sokkal közelebb kering a harmadik komponens, a Polaris Ab, amelynek létét 1929-ben spektroszkópiai úton mutatták ki, majd a Hubble űrtávcső 2006-ban közzétett felvételén a rendszer mindhárom komponense különállóan láthatóvá vált.

## Elnevezései
Régies magyar nevei (mozdulatlansága miatt): Égi cövek, Aranykaró, Vastuskó.
A csillag arab elnevezése Alrukaba, míg a Nemzetközi Csillagászati Unió által elfogadott hivatalos neve az északi égi pólus közelsége miatt Polaris.

## Története, mitológia
A Sarkcsillag neve a Negev-sivatagban és a Sínai-félszigeten élő beduinoknál al-jadiyy (kecskebak), a hindu mitológiában Dhruva, a majáknál a Majom feje. Az 1950-es években, az UFO-őrület idejében  egyes mormonok abban hittek, hogy a folklórjukban (ez nem a hivatalos dogmájuk volt) szereplő Tíz elveszett törzs egy repülő csészealjon tér vissza a Sarkcsillagtól.

## Fordítás
- Ez a szócikk részben vagy egészben  a    Polaris című angol Wikipédia-szócikk fordításán alapul.  Az eredeti cikk szerkesztőit annak laptörténete sorolja fel. Ez a jelzés csupán a megfogalmazás eredetét és a szerzői jogokat jelzi, nem szolgál a cikkben szereplő információk forrásmegjelöléseként.

## Külső hivatkozások
- Sarkcsillag: a DSS2, az SDSS Data Release 1, 3, 4, 5, 6 és az IRAS képein, Hidrogén α, Röntgen- és ultraibolya tartományban, Asztrofotókon és Csillagtérképen. További cikkek és képek az objektumról WikiSky-on.